# محمدعلی دهقان دهنوی
محمد علی دهقان دهنوی (زادهٔ ۱۴ اردیبهشت ۱۳۵۷) رئیس کل سازمان توسعه تجارت ایران از شهریور ۱۴۰۳ است.
وی پیش‌تر رئیس سازمان بورس و اوراق بهادار از ۷ بهمن ۱۳۹۹ تا ۲۱ مهر ۱۴۰۰ بود. دهنوی معاون اقتصادی فرهاد دژپسند بود که پس از استعفای حسن قالیباف اصل ریاست  سازمان بورس را به عهده گرفت. او عضو هیئت مدیره بانک مسکن، عضو هیئت علمی دانشگاه علامه طباطبایی و معاون آموزشی مؤسسه عالی آموزش بانکداری ایران نیز بوده‌است.